# خصافیات
خصافیات،یا روستای امامزاده حمزه بن موسی الکاظم علیه السلام، روستایی از توابع بخش چم خلف عیسی شهرستان هندیجان در استان خوزستان ایران است.

## جمعیت
این روستا در دهستان سورین قرار دارد و براساس سرشماری مرکز آمار ایران در سال ۱۳۸۵، جمعیت آن ۱۸ نفر (۴خانوار) بوده‌است.